# Xylota ejuncida
Xylota ejuncida là một loài ruồi trong họ Ruồi giả ong (Syrphidae). Loài này được Say mô tả khoa học đầu tiên năm 1824. Xylota ejuncida phân bố ở miền Tân bắc